# Хлебная (река, впадает в Тикшеозеро)
Хлебная — река в России, протекает по территории Кестеньгского сельского поселения Лоухского района Республики Карелии. Длина реки — 12 км.
Река берёт начало из Левиска на высоте 126,4 м над уровнем моря и далее течёт преимущественно восточном направлении по заболоченной местности.
Река в общей сложности имеет четыре малых притока суммарной длиной 10 км.
Впадает на высоте 111,5 м над уровнем моря в Тикшеозеро, чере которое протекает река Лопская, впадающая в озеро Пажма, являющееся частью Ковдозера. Через последнее протекает река Ковда, впадающая, в свою очередь, в Белое море.
Населённые пункты на реке отсутствуют.
Код объекта в государственном водном реестре — 02020000612102000001364.